# Frederick Humphreys (Tauzieher)
Frederick Harkness Humphreys (* 28. Januar 1878 in Marylebone; † 10. August 1954 in Brentford) war ein britischer Tauzieher. Gemeinsam mit Edwin Mills und James Shepherd ist er der erfolgreichste Tauzieher bei Olympischen Spielen.

## Karriere
Bei den Olympischen Spielen 1908 in seiner Heimatstadt London gewann Humphreys als Teil der achtköpfigen Mannschaft der City of London Police die Goldmedaille im Tauziehen, nachdem sie sich gegen die Mannschaften der Liverpool Police und der Metropolitan Police durchgesetzt hatten. Sämtliche Teammitglieder arbeiteten als Polizisten. Der 100 Kilogramm schwere Humphreys nahm außerdem an den Ringerwettbewerben im Schwergewicht teil. Im Freistil verlor er seinen ersten Kampf gegen den Norweger Jacob Gundersen, im griechisch-römischen Stil unterlag Humphreys im Erstrundenkampf gegen den Russen Alexander Petrow. In beiden Wettkämpfen belegte er somit einen geteilten fünften Rang.
Vier Jahre später, bei den Spielen 1912 im schwedischen Stockholm, nahmen lediglich zwei Mannschaften am Wettbewerb im Tauziehen teil. Dabei gewannen die Schweden der Stockholm Police gegen das Team der City of London Police, dem noch drei Olympiasieger von 1908 angehörten. Humphreys und den Briten blieb der Gewinn der Silbermedaille. 1920 wurde bei den Olympischen Spielen im belgischen Antwerpen zum letzten Mal ein Olympiasieger im Tauziehen ermittelt. Frederick Humphreys nahm gemeinsam mit Edwin Mills und James Shepherd zum dritten Mal als Teil der City of London Police an den Wettbewerben teil. Nach einem Sieg über die belgische Mannschaft konnten die Polizisten auch das Finale gegen die Niederlande für sich entscheiden und gewannen damit erneut die Goldmedaille.
Im Mai 2013 zeigten zwei Großnichten des Tauziehers in der BBC-Sendung Antiques Roadshow (Staffel 35, Episode 22) Familienfotografien sowie die Medaillen Humphreys aus den Jahren 1912 und 1920. Über das Verbleiben seiner Goldmedaille von 1908 war zu diesem Zeitpunkt nichts bekannt.